# Asociación de Periodistas de la Televisión y la Radiofonía Argentinas
La Asociación de Periodistas de la Televisión y la Radiofonía Argentinas (APTRA) es una entidad profesional que nuclea a trabajadores de prensa especializados en televisión y radio en la Argentina. Fundada en 1959, la organización se ha consolidado como una de las instituciones más representativas del periodismo audiovisual argentino, siendo reconocida principalmente por la organización y entrega anual de los prestigiosos Premios Martín Fierro.
La institución cumple funciones de representación gremial y profesional de sus asociados, promoviendo la excelencia en el ejercicio del periodismo televisivo y radial, así como la defensa de los derechos e intereses de los profesionales del sector.

## Historia

### Fundación
El 9 de junio de 1959, un grupo inicial de diez periodistas especializados en crítica e información de radio y televisión se reunió en la sede de la Asociación General de Autores Argentinos (Argentores), ubicada en Pacheco de Melo 1820, Buenos Aires. Durante aquella asamblea, que se prolongó hasta pasada la medianoche y contó con la presencia de la bailarina Argentinita Vélez, los participantes aprobaron por unanimidad la creación de la Asociación de Periodistas de la Televisión y la Radiofonía Argentinas (APTRA), con el objetivo de promover la calidad profesional y el desarrollo de los medios audiovisuales nacionales. Como presidente fundador fue elegido el periodista y letrista musical Manuel Ferradás Campos.
A partir de 1998, la propia entidad instituyó el 9 de junio como el Día del Periodista de Espectáculos, efeméride que continúa celebrándose anualmente en conmemoración de su creación.

### Primeros años
Ese mismo año de su fundación, APTRA organizó la primera ceremonia de entrega de premios en el emblemático Teatro Nacional Cervantes, estableciendo una tradición que perduraría a lo largo de las décadas y se convertiría en uno de los eventos más importantes del calendario mediático argentino.

### Reconocimiento oficial
En honor a la fundación de APTRA, cada 9 de junio se celebra anualmente el Día del Periodista de Espectáculos en Argentina, fecha que reconoce la importancia de la especialización periodística en el ámbito del entretenimiento y los medios audiovisuales.

## Presidentes de APTRA
La conducción de APTRA ha estado a cargo de destacados profesionales del periodismo que han guiado la institución a lo largo de más de seis décadas:
| N.º | Presidente             | Periodo         | Observaciones                                    |
| --- | ---------------------- | --------------- | ------------------------------------------------ |
| 1   | Manuel Ferradás Campos | 1959 - 1984     | Fundador y primer presidente                     |
| 2   | Jorge Lafauci          | 1984 - 1995     | Consolidó la prestigiosidad de los Martín Fierro |
| 3   | José de Thomas         | 1995 - 1998     | Período de modernización institucional           |
| 4   | Francisco Loiácono     | 1998 - 2003     | Expansión de categorías premiadas                |
| 5   | Carlos Sciacaluga      | 2003 - 2015     | Gestión más prolongada en la historia de APTRA   |
| 6   | Luis Ventura           | 2015 - presente | Actual presidente                                |

## Los Premios Martín Fierro
Los Premios Martín Fierro constituyen el principal reconocimiento que otorga APTRA y representan la máxima distinción en el ámbito de la televisión y radio argentinas. Estos galardones han adquirido tal relevancia que su entrega anual se ha convertido en el evento más importante del mundo del espectáculo argentino, reuniendo a las principales figuras de los medios audiovisuales del país.

## Controversias de periodistas asociados
A lo largo de su historia, varios periodistas vinculados a APTRA han estado involucrados en distintos escándalos y controversias que han generado debate público y mediático.

#### Jorge Lanata
Jorge Lanata, una de las figuras más influyentes del periodismo argentino —fallecido el 30 de diciembre de 2024—, protagonizó investigaciones emblemáticas como el caso Ciccone Calcográfica, el "Swiftgate" y la difusión de los videos de la financiera SGI (conocida como La Rosadita) que derivaron en la causa "Ruta del Dinero K". Su última etapa estuvo marcada por un conflicto familiar: sus hijas Bárbara y Lola denunciaron a su esposa Elba Marcovecchio por presunto hurto de bienes y perjuicio a la salud del periodista, causa que tomó estado judicial en septiembre de 2024.

#### Marcelo Longobardi
Marcelo Longobardi dejó CNN Radio en 2023 alegando presiones internas y, en diciembre de 2024, fue despedido de Radio Rivadavia tras denunciar “presiones externas” del gobierno de Javier Milei. El 22 de enero de 2025 volvió a acusar públicamente al Ejecutivo de interferir en su salida. Ese mismo año, Javier Milei lo calificó en la red social X de “chanta” e “idiota”, lo que llevó al periodista a evaluar acciones legales. Su antagonismo con Jorge Lanata se remonta a 2021, cuando ambos cruzaron acusaciones al aire en Radio Mitre.

#### Carlos Pagni
Carlos Pagni, uno de los periodístas más vinculados con prácticas periodísticas ilícitas en Argentina. Fue investigado en 2008 por espionaje y asociación criminal. En 2018 recibió contundentes acusaciones de Natacha Jaitt en el programa de Mirtha Legrand, en la que se lo vinculaba con delitos aberrantes con menores, aspecto que siempre quedó pendiente de resolución. Oportunamente denunció, en una forzada defensa, un “operativo de espionaje”. En 2025 mantuvo un fuerte conflico con Javier Milei, apelando a insultos antisemitas contra el presidente de Argentina.

#### Luis Ventura
Luis Ventura, presidente de APTRA desde 2015, enfrentó en octubre de 2022 versiones de renuncia tras la filtración de la lista de nominados a los Martín Fierro de Cable, episodio que lo llevó a declarar que llegó a tener “20 de presión”. El 5 de mayo de 2025 denunció una amenaza de bomba frente a la sede de APTRA donde la Policía encontró una bala de mortero y dos granadas. El 27 de julio de 2025 fue brutalmente agredido mientras dirigía a Victoriano Arenas y debió ser hospitalizado.

#### Mario Pergolini
Mario Pergolini enfrentó una severa crisis en su radio Vorterix en julio de 2022, cuando despidió a parte del staff sin previo aviso, lo que generó el enojo de sus empleados. El 27 de mayo de 2025 solicitó el concurso preventivo de la empresa, reconociendo un pasivo de más de $1.000 millones. En marzo de 2021, el periodista Gustavo Olmedo denunció que Pergolini intentó “destruir” la FM Rock & Pop. En agosto de 2025, Marcela Tauro reveló que, décadas atrás, Pergolini “intentó ahorcarla” en un canal de televisión.

#### Pilar Smith
Pilar Smith, periodista y aspirante a la presidencia de APTRA, protagonizó el 5 de marzo de 2024 un escándalo en un concierto privado de Luis Miguel al abandonar el evento tras quejarse de la ubicación de su mesa y del menú. Ese mismo año mantuvo fuertes cruces con la crítica de moda Matilda Blanco por su vestuario en los Martín Fierro. En julio de 2024 confirmó su separación de Rafael Ruiz Huidobro y desmintió rumores de romance con Martín Bossi.

#### Nancy Pazos
Nancy Pazos denunció en junio de 2024 haber sido acosada por un ministro del gobierno de Alberto Fernández durante una exposición en el Congreso; el ministro de Justicia, Mariano Cúneo Libarona, respondió con una denuncia penal por “instigación a cometer delitos”, que la Justicia rechazó por inexistencia de delito. El 27 de mayo de 2025 fue acusada de generar un escándalo en un centro de salud de la ciudad de Pilar por negarse a esperar su turno. Pocos días antes, Telefe la suspendió tras ausentarse del programa A la Barbarossa al considerar “vomitiva” la entrevista que Mariana Brey le realizó al Presidente Javier Milei.
1. ↑  http://www.lanacion.com.ar/65294-las-sospechas-tienen-premio
2. 1 2  «Historia de APTRA». aptra.org.ar. Consultado el 7 de agosto de 2025.
3. ↑  Mascareño, Pablo (13 de mayo de 2022). «Estatuillas de tres kilos, ceremonia sin cena y con “gauchos” en el Cervantes: así fue la primera entrega del Martín Fierro». La Nación. Consultado el 7 de agosto de 2025.
4. ↑  Loiácono, Francisco (25 de abril de 2010). «La historia de los Martín Fierro desde adentro y en primera persona». Primera Edición. Consultado el 20 de mayo de 2020.
5. ↑  «Un premio con una extensa historia». LA NACION. 4 de agosto de 2013. Archivado desde el original el 9 de agosto de 2013. Consultado el 22 de febrero de 2019.
6. ↑  [(https://www.lanacion.com.ar/espectaculos/murio-jorge-lanata-5-investigaciones-que-marcaron-una-era-nid30122024/) «Murió Jorge Lanata: 5 investigaciones que marcaron una era»]. La Nación. 30 de diciembre de 2024. Consultado el 6 de agosto de 2025.
7. ↑  [(https://www.perfil.com/noticias/actualidad/hijas-lanata-denunciaron-elba-marcovecchio-perjudicar-salud-sustraer-sus-bienes.phtml) «Las hijas de Lanata denunciaron a Elba Marcovecchio»]. Perfil. 26 de septiembre de 2024. Consultado el 6 de agosto de 2025.
8. ↑  [(https://www.perfil.com/noticias/medios/marcelo-longobardi-apunto-a-karina-milei-por-su-despido-de-rivadavia-me-recordo-cuando-cristina-me-echo-de-radio-10.phtml) «Longobardi apuntó a Karina Milei por su despido de Rivadavia»]. Perfil. 20 de diciembre de 2024. Consultado el 6 de agosto de 2025.
9. ↑  [(https://www.lanacion.com.ar/politica/marcelo-longobardi-se-refirio-a-su-salida-de-la-radio-y-denuncio-persecucion-de-karina-milei-nid22012025/) «Longobardi denunció persecución política»]. La Nación. 22 de enero de 2025. Consultado el 6 de agosto de 2025.
10. ↑  [(https://x.com/LongobardiM/status/1815853618735857710) Mensaje de Marcelo Longobardi en X]. 16 de julio de 2025. Consultado el 6 de agosto de 2025.
11. ↑  [(https://noticias.perfil.com/noticias/informacion-general/los-motivos-de-la-pelea-entre-jorge-lanata-y-marcelo-longobardi.phtml) «Los motivos de la pelea Lanata vs. Longobardi»]. Noticias/Perfil. 22 de agosto de 2021. Consultado el 6 de agosto de 2025.
12. ↑  [(https://www.rosario3.com/noticias/El-periodista-Carlos-Pagni-contra-Mirtha-Legrand-y-Natacha-Jaitt-20180403-0007.html) «Pagni: "Fue una operación de espionaje"»]. Rosario3. 3 de abril de 2018. Consultado el 6 de agosto de 2025.
13. ↑  [(https://www.perfil.com/noticias/judiciales/desestimaron-la-denuncia-de-milei-por-calumnias-e-injurias-contra-carlos-pagni.phtml) «Desestiman denuncia de Milei contra Pagni»]. Perfil. 17 de julio de 2025. Consultado el 6 de agosto de 2025.
14. ↑  [(https://www.lanacion.com.ar/espectaculos/personajes/luis-ventura-tras-el-escandalo-en-aptra-tuve-20-de-presion-fui-a-ver-a-antonito-a-la-clinica-y-casi-nid08102022/) «Ventura: "Tuve 20 de presión"»]. La Nación. 9 de octubre de 2022. Consultado el 6 de agosto de 2025.
15. ↑  [(https://www.infobae.com/teleshow/2025/05/11/luis-ventura-sobre-la-amenaza-de-bomba-en-aptra-la-policia-allano-el-domicilio-de-un-vecino-y-encontro-elementos-belicos/) «Amenaza de bomba en APTRA: el relato de Ventura»]. Infobae. 11 de mayo de 2025. Consultado el 6 de agosto de 2025.
16. ↑  [(https://www.infobae.com/deportes/2025/07/30/dura-sancion-a-central-ballester-tras-la-violenta-agresion-a-luis-ventura/) «Agresión a Luis Ventura en un partido de Primera C»]. Infobae. 30 de julio de 2025. Consultado el 6 de agosto de 2025.
17. ↑  [(https://www.entrelineas.info/articulo/1066/36205/escandalo-en-vorterix-mario-pergolini-despidio-a-parte-de-los-integrantes-de-la-radio-y-desato-la-furia-de-sus-empleados) «Escándalo en Vorterix por despidos»]. Entrelineas. 27 de julio de 2022. Consultado el 6 de agosto de 2025.
18. ↑  [(https://www.cronista.com/negocios/vorterix-la-empresa-de-mario-pergolini-en-concurso-preventivo-cuantos-millones-debe-y-a-quien/) «Vorterix en concurso preventivo»]. El Cronista. 27 de mayo de 2025. Consultado el 6 de agosto de 2025.
19. ↑  [(https://exitoina.perfil.com/noticias/escandalo/gustavo-olmedo-mario-pergolini-despidos-depresion-ocaso-rock-and-pop.phtml) «Olmedo, contra Pergolini por Rock & Pop»]. Exitoina. 2 de marzo de 2021. Consultado el 6 de agosto de 2025.
20. ↑  [(https://www.mdzol.com/mdz-show/2025/08/04/marcela-tauro-revelo-que-mario-pergolini-intento-ahorcarla-en-el-pasillo-de-un-canal-1312345.html) «Marcela Tauro contó un grave episodio con Pergolini»]. MDZ. 4 de agosto de 2025. Consultado el 6 de agosto de 2025.
21. ↑  [(https://www.revistagente.com/entretenimiento/celebrities/escandalo-con-pilar-smith-en-el-concierto-privado-de-luis-miguel-por-que-se-fue-y-de-que-la-acusan/) «Escándalo con Pilar Smith en la cena show de Luis Miguel»]. Revista Gente. 6 de marzo de 2024. Consultado el 6 de agosto de 2025.
22. ↑  [(https://www.pronto.com.ar/espectaculos/2024/9/16/pilar-smith-le-respondio-sin-piedad-matilda-blanco-luego-de-que-la-criticara-por-su-vestuario-en-los-martin-fierro-240790.html) «Pilar Smith le respondió a Matilda Blanco»]. Pronto. 16 de septiembre de 2024. Consultado el 6 de agosto de 2025.
23. ↑  [(https://www.infobae.com/teleshow/2024/07/31/pilar-smith-hablo-de-su-separacion-y-de-los-rumores-que-la-vinculan-con-martin-bossi/) «Pilar Smith habló de su separación y de los rumores con Bossi»]. Infobae. 31 de julio de 2024. Consultado el 6 de agosto de 2025.
24. ↑  [(https://noticias.perfil.com/noticias/informacion-general/cuneo-libarona-denuncio-a-dario-villarroel-y-nancy-pazos-por-instigacion-a-cometer-delito.phtml) «Cúneo Libarona denunció a Nancy Pazos»]. Perfil. 4 de junio de 2024. Consultado el 6 de agosto de 2025.
25. ↑  [(https://lavozdiario.com.ar/nota/20269/libertad-de-expresion-la-justicia-rechazo-la-denuncia-de-mariano-cuneo-libarona-contra-nancy-pazos) «La Justicia rechazó la denuncia contra Pazos»]. La Voz Diario. 12 de junio de 2024. Consultado el 6 de agosto de 2025.
26. ↑  [(https://exitoina.perfil.com/noticias/destacada/aseguran-nancy-pazos-protagonizo-tenso-momento-centro-salud-hizo-un-escandalo.phtml) «Escándalo de Nancy Pazos en un centro de salud»]. Exitoina. 27 de mayo de 2025. Consultado el 6 de agosto de 2025.
27. ↑  [(https://www.lanacion.com.ar/espectaculos/personajes/suspendieron-a-nancy-pazos-tras-la-entrevista-de-mariana-brey-a-javier-milei-y-se-filtraron-las-nid13052025/) «Telefe suspendió a Nancy Pazos»]. La Nación. 13 de mayo de 2025. Consultado el 6 de agosto de 2025.

## Impacto en el periodismo argentino
APTRA ha desempeñado un rol fundamental en la profesionalización del periodismo audiovisual argentino, estableciendo estándares de calidad y reconociendo la excelencia en el ejercicio profesional. A través de los Premios Martín Fierro, la institución ha contribuido a elevar el nivel de la producción televisiva y radial nacional, incentivando la creatividad y el profesionalismo en el sector.

## Historia
El 9 de junio de 1959 diez periodistas se reunieron en la sede de la Asociación Argentores con el propósito de apoyar y fomentar el mejoramiento de la televisión y la radiodifusión y formalizaron el inicio de la institución bajo la primera presidencia de Manuel Ferradás Campos. Ese mismo año se realizó la primera entrega de premios en el Teatro Nacional Cervantes.
El 9 de junio se celebra anualmente el Día del Periodista de Espectáculos en honor a la fundación de APTRA.

## Presidentes de APTRA
| N.º | Presidente             | Periodo            |
| --- | ---------------------- | ------------------ |
| 1   | Manuel Ferradás Campos | 1959 - 1984        |
| 2   | Jorge Lafauci          | 1984 - 1995        |
| 3   | José de Thomas         | 1995 - 1998        |
| 4   | Francisco Loiácono     | 1998 - 2003        |
| 5   | Carlos Sciacaluga      | 2003 - 2015        |
| 6   | Luis Ventura           | 2015 - en el cargo |